# Henri-Georges Chartier
Pour les articles homonymes, voir Chartier.

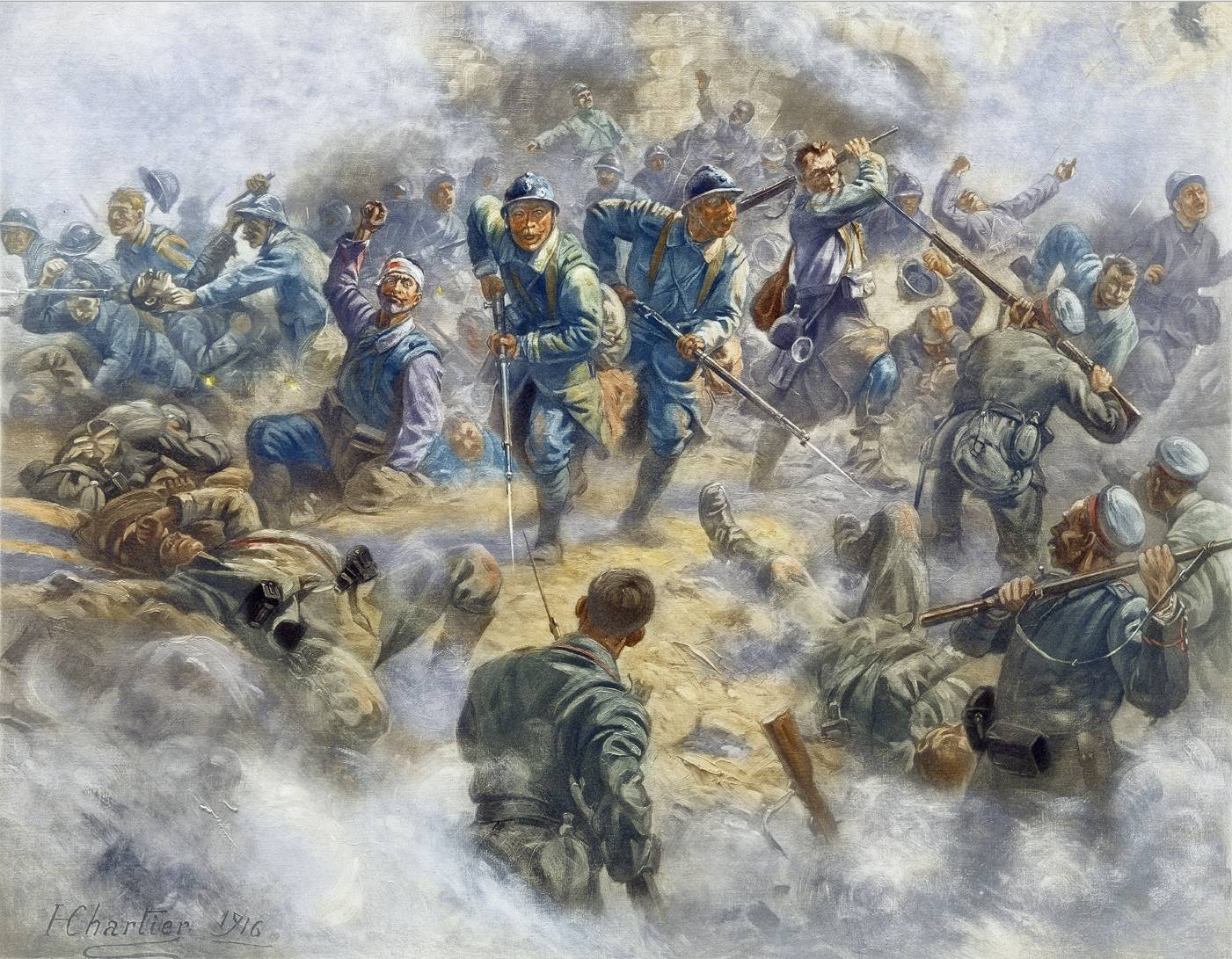
Reprise du fort de Douaumont par l'infanterie française, 1916, Paris, musée de l'Armée.

Jacques Henri-Georges Chartier, né à Château-Chinon le 23 février 1859 et mort à Fleury-les-Aubrais le 8 septembre 1924, est un peintre français.

## Biographie
Henri-Georges Chartier est élève d'Alexandre Cabanel à l'École des beaux-arts de Paris. Peintre d'histoire et de sujets militaires, il obtient une médaille de 3e classe au Salon des artistes français de 1906.